# Listriella demersalis
Listriella demersalis is een vlokreeftensoort uit de familie van de Liljeborgiidae. De wetenschappelijke naam van de soort is voor het eerst geldig gepubliceerd in 1972 door Sivaprakasam.